# Brachythele anomala
Brachythele anomala là một loài nhện trong họ Nemesiidae.
Brachythele anomala được Schenkel miêu tả năm 1950.